# Дзержинец (футбольный клуб, Дзержинск)
«Дзержинец» — советский футбольный клуб из Дзержинска (Украинская ССР). Основан в 1950 году.

## Названия
- 1950—1963 — «Шахтёр»;
- 1964—1967 — «Старт»;
- с 1968 года — «Дзержинец».

## Достижения
- Во второй лиге — 15 место (в зоне УССР класса «Б» 1967 год).
- В кубке — поражение в 1/4 зонального финала (1966/1967).

## Известные игроки
- Ануфриенко, Владимир Николаевич
- Грачёв, Виктор Александрович